# 弗羅維拉 (喬治亞州)
弗羅維拉（英語：Flovilla）是一個位於美國喬治亞州巴茨縣的城市。

## 地理
弗羅維拉的座標為33°15′20″N 83°53′54″W / 33.25556°N 83.89833°W，而該地的平均海拔高度為165米（即541英尺）。

## 人口
根據2010年美國人口普查的數據，弗羅維拉的面積為5.07平方千米，均為陸地。當地共有人口653人，而人口密度為每平方千米128人。